# CPAN
A CPAN a Comprehensive Perl Archive Network (magyarul kiegészítő perl archív hálózat) rövidítése. Több mint 100 000 Perl-ben írt programmodult és ezek dokumentációját tartalmazza. Ezek megtalálhatók a CPAN hivatalos weboldalán, továbbá világszerte több mint 200 helyen vannak tükrözések. A CPAN kifejezés vagy magára az archívum hálózatra utal, vagy arra a Perl programra, amely interfészként viselkedik a hálózathoz, valamint automatikus szoftver telepítő is egyben (mintegy szoftver csomagkezelő). A CPAN-on található legtöbb program ingyenes és nyílt forrású.

## Modulok
Sok más programozási nyelvhez hasonlóan a Perlnek is van arra mechanizmusa, hogy külső kód könyvtárakat tudjon használni, lehetővé téve, hogy egy fájl tartalmazhasson számos program számára hasznos, közös rutinokat. Perl ezeket moduloknak nevezi. Perl modulok tipikusan a számos könyvtár egyikében vannak telepítve, melyeknek elérési útvonalai, a Perl értelmező számára is elérhetők első fordításkor; Unix-szerű operációs rendszereknél a közös útvonalak tartalmazzák a következőket: /usr/lib/perl5, /usr/local/lib/perl5 és számos alkönyvtárat is.
A Perl kisszámú alap modult tartalmaz. Ezek közül néhány az elinduláskor szükséges feladatokat hajtja végre. Pl. ExtUtils::MakeMaker, amely más kiegészítő modulok buildeléséhez és installálásához használható; mások, mint pl. CGI.pm, meglehetősen gyakran használt modul. A Perl szerzője nem várja el, hogy ez a kis számú csoport kielégítsen minden szükségletet.

## Szerepe
A CPAN fő célkitűzése, hogy segítse a fejlesztőket megtalálni azokat a modulokat és programokat, melyek nem részei a Perl sztenderd terjesztésének. A felépítése decentralizált. A szerzők tartják karban és fejlesztik a saját moduljaikat. A leágaztatás és új versengő modulok készítése ugyanarra feladatra vagy ugyanarra a célra teljesen általános gyakorlat. Nincs formális hibakezelő rendszer, de van egy harmadik fél által készített hibakezelő rendszer, amelyet CPAN hivatalosan ajánl, a modulokkal kapcsolatos hiba bejelentésre. A modulok folyamatos fejlesztése meglehetősen ritka, sokat félbehagyott a fejlesztője, vagy évek telnek el az új verziók kiadása között. Néha egy karbantartó mutat rá egy félbehagyott modulra.

### További támogató webhelyek
Amint a CPAN növekedésnek indult, sor más lazán integrált támogató web hely jött létre. Ezeket különböző perl fejlesztők önállóan hozták létre, önállóan menedzselik, és számos módon nyújtanak információkat egymás számára. Ezek közül a fontosabbak:
- CPANRatings - lehetővé teszi a felhasználók számára, hogy rövid review-kat írjon és a modulokat értékel öt fokozatú skálán
- CPAN::Forum - ez egy forum, ahol a megbeszélések osztályozása a CPAN disztribúciók szerint történik
- AnnoCPAN - megtekinthető a dokumentáció a CPAN-on lévő minden modulhoz, a felhasználók által hozzáadott megjegyzésekkel együtt
- rt.cpan.org - itt hibák javítása ill. új funkciók kérhetők, itt több, mint 20 000 modul van jelen mindegyik a saját kérési sorával.
- CPANTS, - ez a CPAN Testelési Szolgáltatása: automatikusan kiértékeli a disztribúciókat minőségbiztosítási metrikák  és használhatóság szerint és meghatározza számukra a "kwalitee" rátát.

## Külső hivatkozások
- A CPAN hivatalos weboldala
- MetaCPAN: egy ingyenes, nyílt CPAN keresőmotor
- ZCAN - "The Zen of Comprehensive Archive Networks" - elektronikus dokumentum, ami elmagyarázza hogyan és miért lett sikeres a CPAN, és hogyan gyarapodott. (2003. január 9-edike, Jarkko Hietaniemi).

## Fordítás
Ez a szócikk részben vagy egészben  a   CPAN című angol Wikipédia-szócikk fordításán alapul.  Az eredeti cikk szerkesztőit annak laptörténete sorolja fel. Ez a jelzés csupán a megfogalmazás eredetét és a szerzői jogokat jelzi, nem szolgál a cikkben szereplő információk forrásmegjelöléseként.